# Camilo Torres Tenorio
Ne doit pas être confondu avec Camilo Torres Restrepo.
Pour les articles homonymes, voir Torres et Tenorio.
Camilo Torres Tenorio (Popayán, 22 novembre 1766 - Santa Fe de Bogota, 5 octobre 1816) fut un avocat, intellectuel et homme d'État qui prit la tête de la guerre d'indépendance de la Nouvelle-Grenade. Sa formidable éloquence lui a valu le surnom de "Verbe de la révolution".

## Jeunesse
Il est le fils d'un espagnol, Jéronimo de Torres Herreros, originaire de Calahorra (La Rioja), et de Maria Teresa Tenorio y Carvajal, native de Popayán. Il étudie au Real Colegio Seminario San Francisco de Asis dans lequel il apprend le latin, le grec, la rhétorique, les mathématiques, la philosophie et la théologie. Il continue ses études à Bogota au Colegio Menor de Nuestra Senora del Carmen où il obtient son baccalauréat universitaire de philosophie. Il se consacre ensuite au droit canonique au Colegio Mayor de Nuestra Señora del Rosario où il obtient un nouveau baccalauréat universitaire en 1790, puis le titre de docteur en 1791. Le Colegio Mayor le promeut rapidement assistant puis professeur des universités et, dès vingt-six ans, vice-recteur.
Le 14 juillet 1794, il est reçu au barreau de l'Audience royale de Santa Fé et deviendra l'un des plus éminents avocats du pays.
Sa famille possédait de nombreuses terres dans les régions de San Juan de Micay (Cauca) et Neiva (Huila). Torres rencontre Maria Francisca Prieto y Ricaurte dans les salons intellectuels de Bogotá. Elle est la fille de Joaquin Prieto y Davila et Rosita Ricaurte Torrijos. Ils se marient à Bogota en 1802 et passent leur lune de miel à Fusagasugá. Puis, ils emménagent dans une grande maison en face de l'Observatoire astronomique de Bogota, où six enfants naquirent.

## Œuvre
En 1809, Torres rédige Memorial de Agravios, qui est une critique et une analyse du gouvernement espagnol. Il y dénonce notamment l'impossibilité pour les créoles d'accéder aux postes de décisions en Nouvelle-Grenade. Malheureusement, les troubles que connut la couronne d'Espagne ne permirent pas de donner à ce document toute l'attention qu'il espérait et il ne fut publié qu'en 1832.

## Présidence
Camilo Torres fut élu président du Congrès des Provinces-Unies de Nouvelle-Grenade le 27 octobre 1812.
Le 15 novembre 1815, il fut élu président des Provinces-Unies de Nouvelle-Grenade. Le 12 mars 1816, après les défaites des troupes de Custodio García Rovira à Cachirí et à Socorro, il renonça à sa charge. José Fernández Madrid le remplaça.
Au cours de sa carrière politique, il milita pour faire du pays une fédération. Il fut un important leader des fédéralistes qui s'opposaient vigoureusement aux centralistes menés par Antonio Nariño.

## Guerre contre les centralistes
La période de 1810 à 1816 qui suivit les déclarations d'indépendance, appelée Patria Boba, se caractérisa par d'intenses combats entre indépendantistes pour définir le mode de gouvernement du nouvel État. La lutte constante entre fédéralistes et centralistes conduisit à une période d'instabilité prolongée. Contrairement aux autres provinces ou idéologues tels que Camilo Torres Tenorio et Miguel de Pombo qui furent en faveur d'un État fédéral, Antonio Nariño considéra que le système fédéral ne pouvait être appliqué à la Nouvelle-Grenade en raison des vifs sentiments régionalistes existants. Ainsi, s'opposant aux fédéralistes, il refusa d'adhérer à la constitution d'une Confédération des Provinces-Unies de Nouvelle-Grenade proposée par Torres Tenorio le 27 novembre 1811.

## Exécution

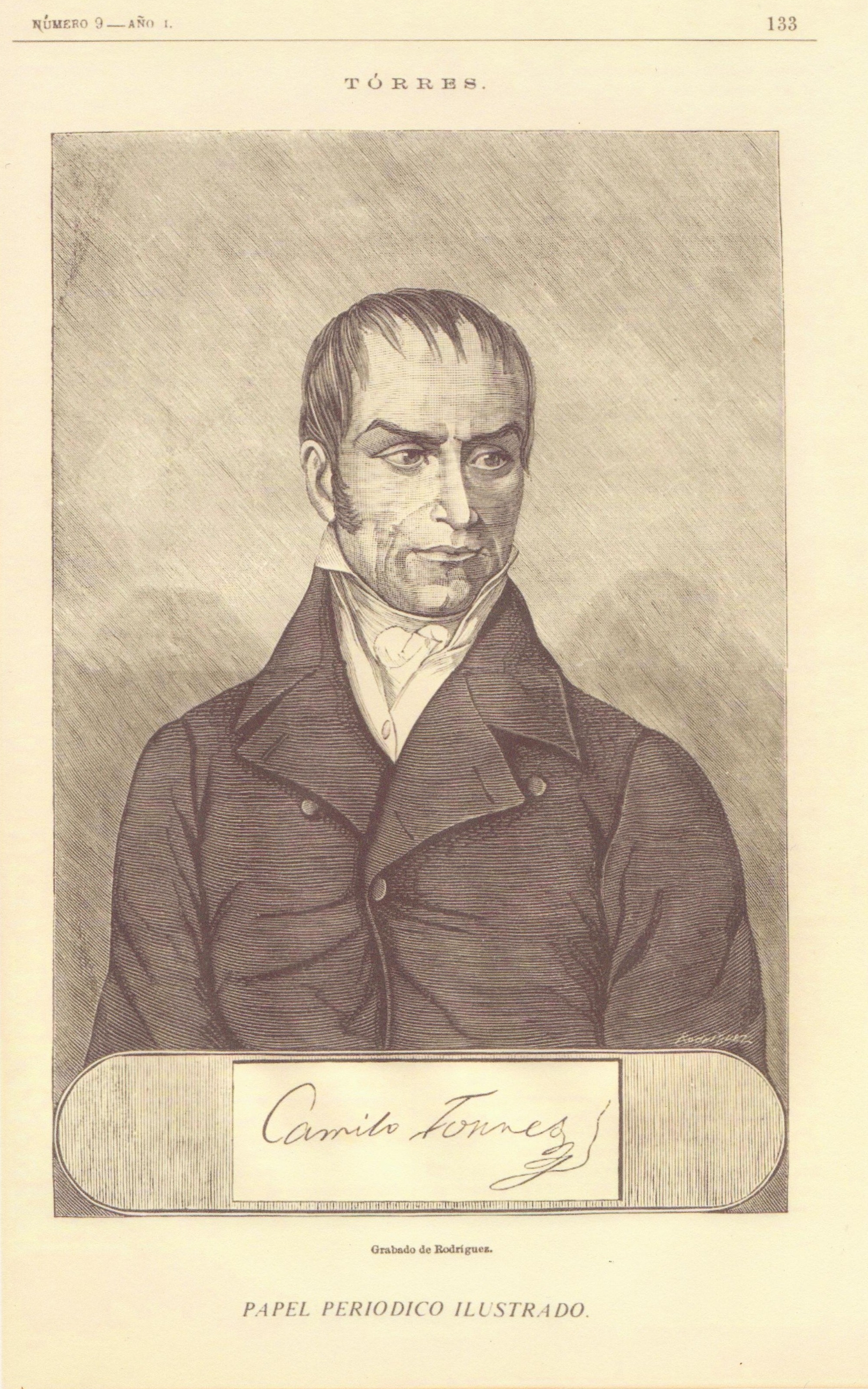
Portrait et signature de Camilo Torres Tenorio

Ayant pris connaissance de l'avancée des troupes royalistes, il organisa sa fuite avec sa famille dès 1816. Il se réfugia à Espinal avec sa femme et ses enfants. Puis, il continua son périple en direction de Popayán avec son frère et son secrétaire particulier. Les troupes de Pablo Morillo capturèrent sa famille. Le général Morillo ordonna alors le transfert immédiat de sa femme et de ses enfants à Santa Fe de Bogota, désormais sous contrôle des royalistes. Le transfert fut accompli avec célérité par les lieutenants de l'armée espagnole.
De son côté, Torres se trouvait entre Popayán et le port de Buenaventura où il fut capturé par les forces de Morillo. Il fut envoyé également à Santafé de Bogotá et fusillé dans la nuit du 4 au 5 octobre 1816, aux côtés de Manuel Rodríguez Torices et de José María Dávila (avocat impliqué dans le mouvement). Son corps fut démembré. Les bras et jambes furent exposés aux quatre entrées de la ville et sa tête, dont le visage était défiguré par les balles, installée au bout d'une lance au milieu d'une place. Le reste de sa dépouille ne fut jamais retrouvé.
Après sa mort, sa femme vécut une situation très difficile, par suite de la confiscation de tous ses biens, et elle connut la misère. Cependant, Simón Bolívar corrigea cette situation douloureuse en signe de reconnaissance pour le soutien de son mari.

## Hommages
La mémoire de Camilo Torres a été honorée en Colombie de diverses manières.
- Son visage est apparu dans certains billets de banque colombiens, tel que le billet de 2 et de 50 pesos émis par la Banque de la République de Colombie.
- Une province Camilo Torres est créée par décret présidentiel du 28 janvier 1907, nouvelle subdivision du département du Cauca. Les municipalités concernées par cette nouvelle division sont Caloto (chef-lieu), El Espejuelo, Corinto et Toribío, jusque-là incluses dans la province de Santander (également une subdivision du Cauca)[5].
- Pour célébrer le centième anniversaire de l'indépendance de la Colombie en 1910, le gouvernement colombien a publié une série de dix timbres mettant en vedette certains héros de l'indépendance. Outre Camilo Torres Tenorio qui a un timbre à son effigie d'une valeur d'un demi centavo, Policarpa Salavarrieta, Simón Bolívar, Francisco de Paula Santander, Francisco José de Caldas, José Acevedo y Gómez et Antonio Nariño ont également le leur[6]. Le 24 novembre 2009, à l'occasion du bicentenaire de l'indépendance de la Colombie, un feuillet de dix timbres postaux est édité par la poste colombienne et représente diverses personnalités de l'Indépendance. Camilo Torres Tenorio figure ainsi sur un timbre de 6 000 pesos. Andrés Rosillo y Meruelo (es), José Félix de Restrepo, Juan Fernandez de Sotomayor, Antonio Villavicencio, Juan de Dios Morales, José María Carbonell, Antonio Morales Galavís, José Ramón de Leyva et Nicolás Mauricio de Omaña ont également un timbre à leur effigie dans cette première série dédiée à cette occasion[7].
- En 1960, un avion de ligne de la compagnie Avianca fut baptisé à Cali sous le nom de Camilo Torres.

De nombreux monuments furent érigés en sa mémoire.
- En 1840, un moulage en bronze fut modelé par le sculpteur italien Pietro Tenerani et installé sur la Plazoleta de La Capuchina de Bogota.
- En 1929, on fabriqua une urne funéraire symbolique qui fut installée dans le panthéon des héros de Popayán. Bien évidemment, l'urne demeurait vide quand on se souvient que ses restes ne furent pas retrouvés.
- Une plaque à sa mémoire se trouve dans le cloître du Colegio Mayor del Rosario à Bogotá.
- Sur la place San Francisco à Popayán, fut inaugurée, le 11 octobre 1916, une statue de Torres, vêtu d'une robe d'avocat et tenant à la main un manuscrit roulé. Cette œuvre fut commandée au sculpteur français Raoul Verlet.
- En 1960, pour les commémorations du 150e anniversaire de l'indépendance du pays, la colonie espagnole résidant à Bogota rendit hommage au héros de Popayán en offrant un buste du martyr. Aujourd'hui le buste est exposé au Musée du 20 juillet (Casa del Florero).

Commémorations à l'effigie de Camilo Torres Tenorio.
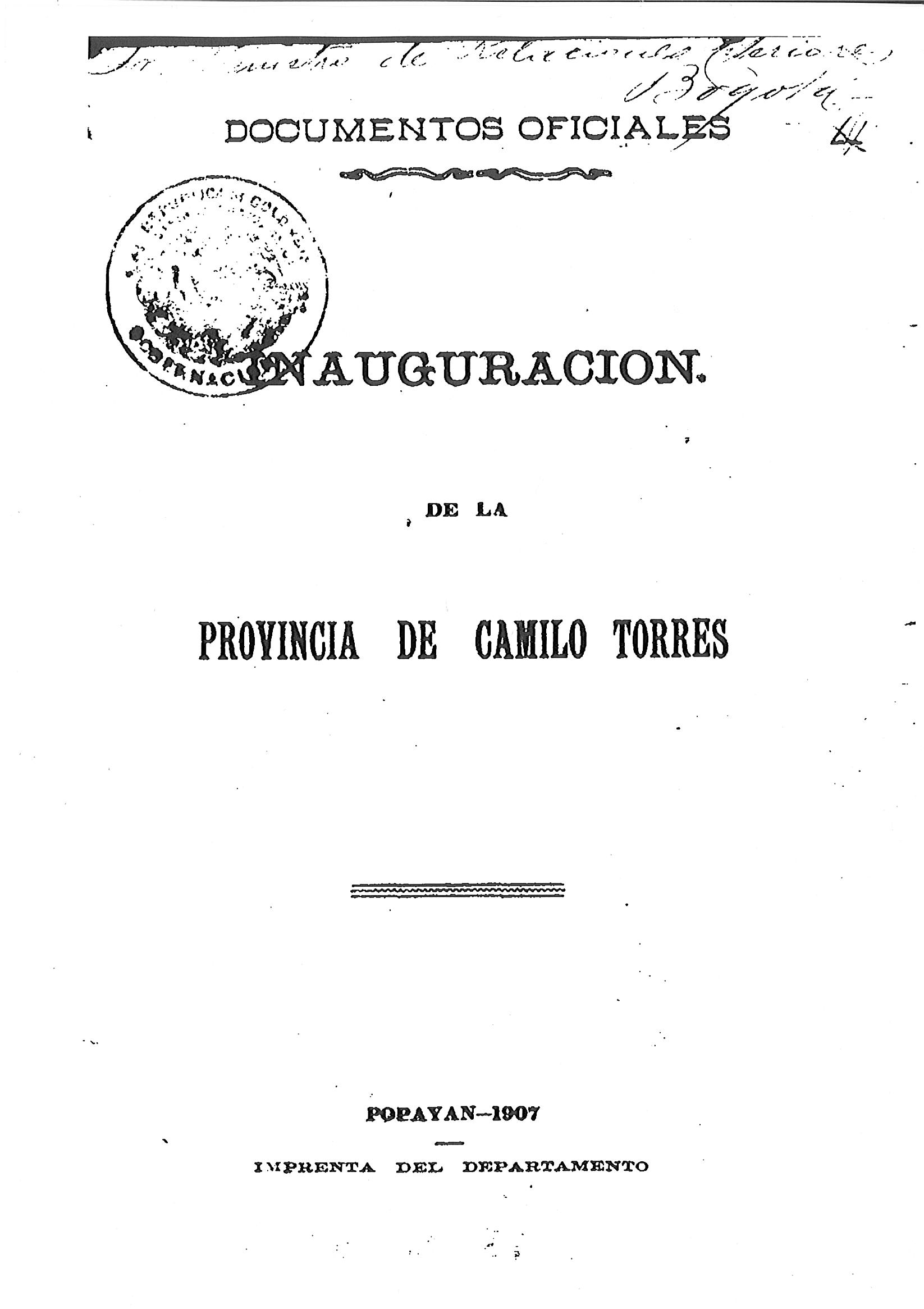
Décret de 1907
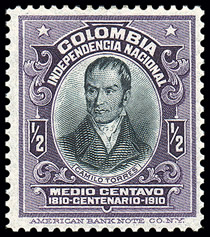
Timbre d'un demi centavo (1910)
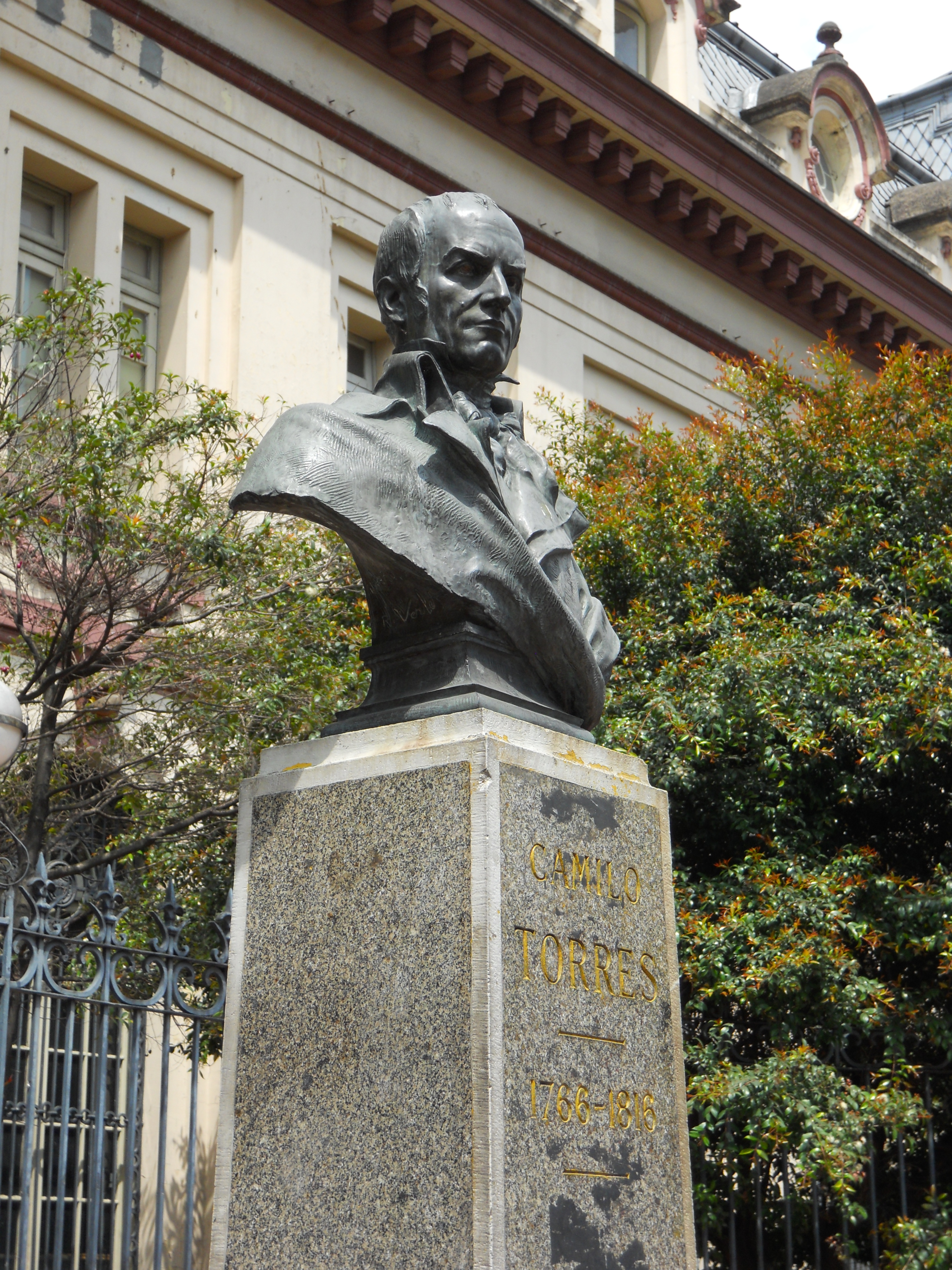
Buste, par Pietro Tenerani
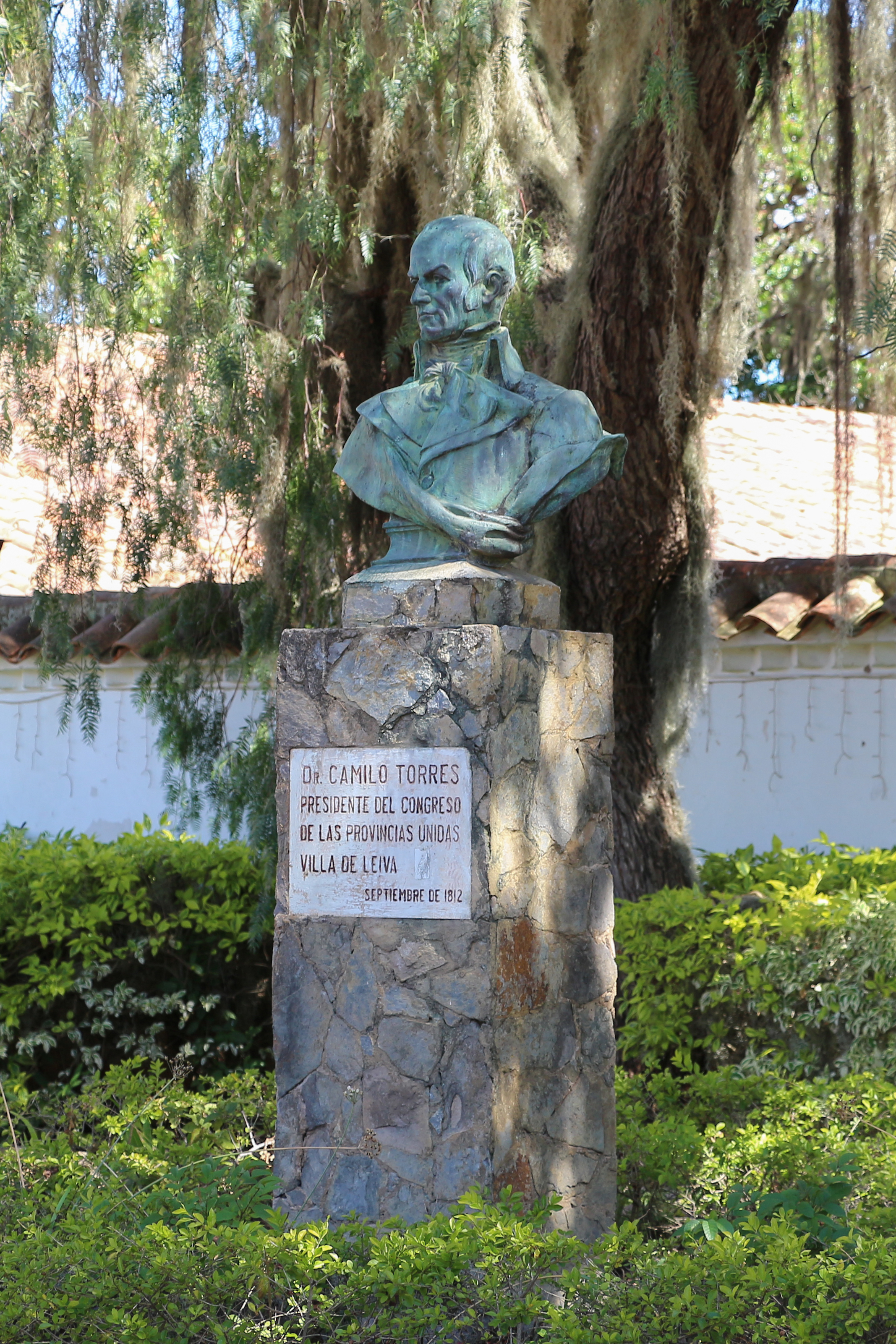
Statue de Camilo Torres à Villa de Leyva